# عمرو محمود ياسين
عمرو محمود ياسين (13 مارس 1976 -)، ممثل وكاتب مصري. 

## حياته ونشأته
ولد في القاهرة، ينتمي إلى أسرة فنية كبيرة فوالده هو الفنان الكبير المتميز محمود ياسين ووالدته هي الفنانة المعتزلة شهيرة وشقيقته الفنانة الشابة رانيا محمود ياسين زوجة الفنان الشاب محمد رياض.
تخرج عمرو من كلية إدارة الأعمال بجامعة 6 أكتوبر. ومتزوج من الإعلامية آيات أباظة بعد تخرجه من الجامعة مباشرة وله منها طفلين.

## البدايات
بدأ عمرو محمود ياسين مشواره الفني عام 2004 باشتراكه في المسلسل التلفزيوني (ثورة الحريم) واستطاع أن يلفت إليه الأنظار - ثم قام ببطولة مسرحية (الجميلة والأندال) لمسرح التليفزيون) ثم توالت أعماله التلفزيونية وشارك بعدها في العديد من المسلسلات الدرامية لعل من أبرزها (التوبة، سلالة عابد المنشاوي، امرأة في شق الثعبان، أولاد عزام، السماح، ناصر، بنت من الزمن ده) واستطاع عمرو محمود ياسين الحصول على شهادة تقدير من اتحاد الإذاعة والتليفزيون عن أدائه المتميز في المسلسل الناجح (ثورة الحريم) والتي كانت بداية انطلاقته الفنية – وقد سلمها له السيد صفوت الشريف وزير الإعلام آنذاك.

## أعماله[8]
وفي عام 2009 شارك عمرو محمود ياسين في العديد من المسلسلات منها (نساء لا تعرف الندم، خاص جدا، أنا قلبي دليلي، دماء ونساء).
في عام 2010 قدم عمرو محمود ياسين مسلسلين هم الصيف الماضي ومسلسل أنا القدس.

### التمثيل
- ربيع الغضب
- بنت من الزمن ده
- ناصر
- ثورة الحريم
- خاص جدا
- السماح
- أنا قلبي دليلي.
- شق الثعبان
- أولاد عزام
- نساء لا تعرف الندم
- إيد واحده
- أنا القدس
- و يأتي النهار
- فيلم زجزاج
- سوق الخضار

### التأليف
- ليالي الحلمية (الجزء السادس)
- نصيبي وقسمتك
- ونحب تاني ليه (2020)
- اللي ملوش كبير

## وصلات خارجية
- عمرو محمود ياسين على موقع الدهليز
- عمرو محمود ياسين على موقع قاعدة بيانات الأفلام العربية